# Illbient
Illbient es un término atribuido a DJ Olive para describir el tipo de música iconoclasta que producía una comunidad de artistas con base en el barrio de Williambsburg de Brooklyn, en Nueva York, hacia 1994. Sin embargo, otras fuentes apuntan que el término lo acuñó DJ Spooky. La palabra "Illbient" es una contracción del término de jerga hip hop "ill" (traducido al castellano como "enfermo", si bien en el argot hip hop tiene una connotación positiva: malo significa bueno) y "ambient".
Aunque existen diversas variantes del illbient, la música se caracteriza por la utilización de paisajes sonoros basados en el dub, la utilización al estilo hip hop del sampling y un acercamiento comprensivo a la programación de ritmos que abarca diferentes estilos de world music y de música electrónica. Normalmente, pero no siempre, el illbient utiliza más profusamente los ritmos que otros estilos de ambient. Este género rebasa lo musical, pues el movimiento que representa ha llegado a tener conexiones con la arquitectura, la semiótica e incluso la física cuántica.
Este género fue introducido al público de forma masiva por primera vez en 1996 con el recopilatorio Incursions in Illbient publicado por Asphodel Records.

## Músicos de Illbient
- DJ Spooky
- DJ Olive
- Byzar
- We (group)
- Motown Junkie
- ABG-Swing